# Dmitrij Konovalov
Dmitrij Petrovič Konovalov (rusky: Дмитрий Петрович Коновалов, 22. března 1856 obec Ivanovka na Ukrajině v dnešní Dněpropetrovské oblasti – 6. ledna 1929 v Petrohradě) byl rusko-sovětský fyzikální chemik. Byl specialista v oboru fyzikální chemie a kalorimetrie, zakladatel teorie roztoků a chemické termodynamiky. Měl velký vliv na rozvoj chemické vědy a ruského průmyslu. Zastával řadu vedoucích funkcí a v roce 1923 se stal členem Göttingenské akademie věd a Ruské akademie věd.
Konovalova vědecká činnost byla mnohostranná. Byl objevitelem řady jevů v oblasti fyzikální chemie, organické chemie, technické chemie a metrologie. Jádrem jeho vědecké práce však byla fyzikální chemie, kde se zabýval především teorií roztoků, chemickou rovnováhou, chemickou kinetikou a katalýzou.
Je známý objevem pravidel pro plynně-kapalné fáze roztoků v rovnováze, na kterých nezávisle pracoval i americký fyzikální chemik Josiah Willard Gibbs a která jsou proto často nazývána Gibbs-Konovalovova pravidla nebo jenom Konovalovovy zákony. Poskytují základ pro destilaci a separaci složek tvořených azeotropy.

## Vzdělání a kariera

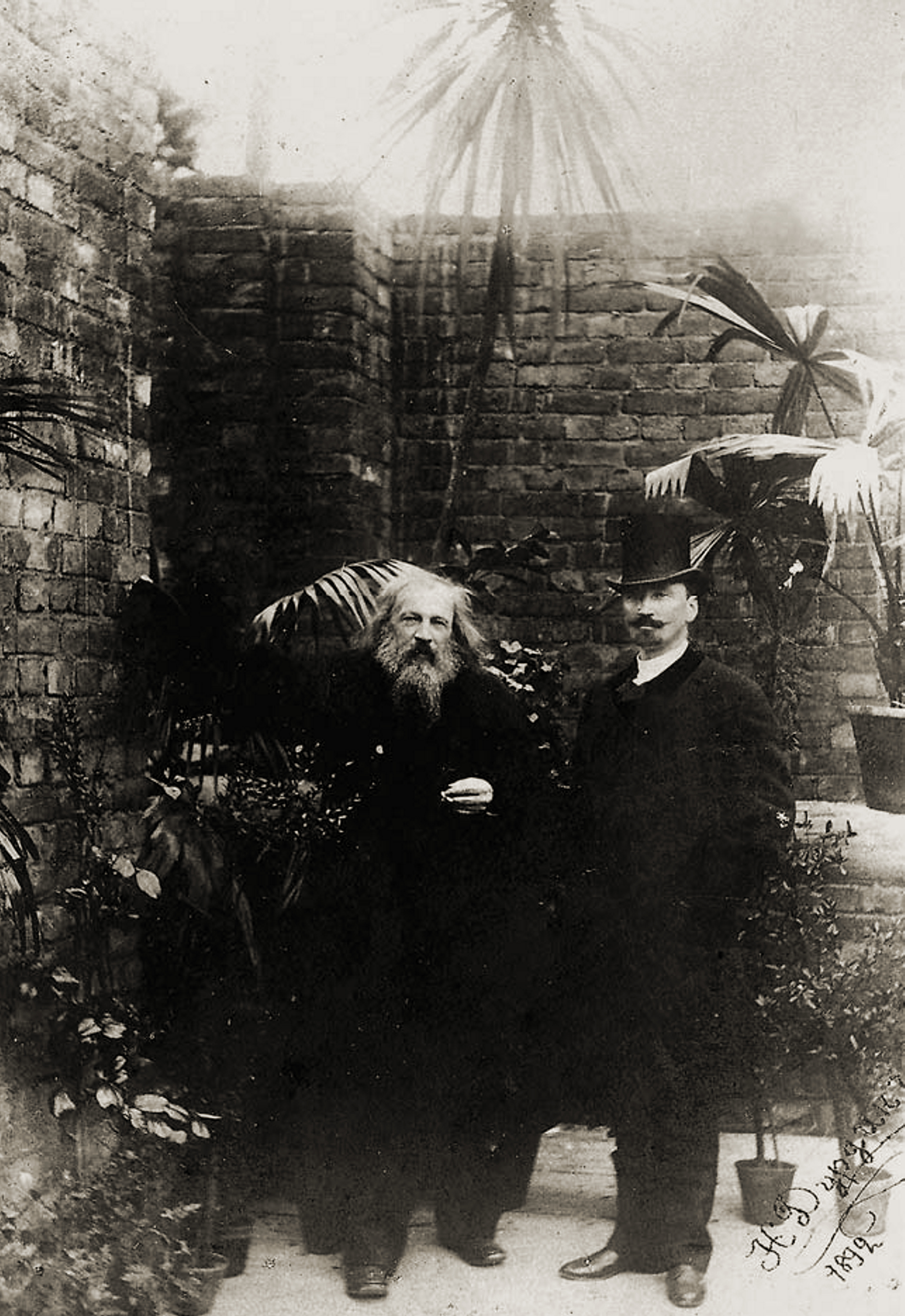
Dmitrij Ivanovič Mendělejev a Dmitrij Petrovič Konovalov (1902)

Konovalov se narodil 22. března 1856 v obci Ivanovka na Ukrajině v dnešní Dněpropetrovské oblasti. Jeho otec byl statkářem. V roce 1873 absolvoval gymnázium v Jekatěrinoslavi se zlatou medailí. V letech 1873 až 1878 studoval na Báňském institutu v Petrohradě. Poté studoval chemii na Univerzitě v Petrohradě u Alexandra Michajloviče Butlerova. V roce 1881 získal doktorát ve Štrasburku za práci On the Steam Voltages of Liquid Mixtures - O parních napětích kapalných směsí.
Po návratu do Petrohradu se stal asistentem analytické chemie, v roce 1882 získal magisterský titul a v roce 1884 se stal soukromým lektorem fyzikální chemie. V roce 1886 se stal docentem analytické chemie. V roce 1890 se stal spolupracovníkem Dmitrije Ivanoviče Mendělejeva a v roce 1893 ho vystřídal jako profesor anorganické chemie. V témže roce podnikl cestu do Spojených států a v roce 1894 publikoval zprávu o chemickém průmyslu ve Spojených státech, ve které se zabýval především kovy, ropou, dřevem a chemickými výrobky.
V roce 1903 se stal ředitelem Báňského ústavu v Petrohradě a od roku 1907 vedl báňské oddělení na ministerstvu obchodu a průmyslu. V letech 1908 až 1915 byl náměstkem ministra obchodu a průmyslu. V roce 1915 se stal profesorem na Technologickém institutu v Petrohradě a v roce 1918 na Báňském institutu v Jekatěrinoslavi. V letech 1922 až 1929 byl ředitelem Úřadu pro míry a váhy v Petrohradě a také profesorem na Technologickém institutu.
Dmitrij Petrovič Konovalov zemřel v roce 1929 v Petrohradě v 73 letech a byl pohřben na Novoděvičijském hřbitově.

## Výzkum
- Jako jeden z prvních vědců systematicky studoval různé vlastnosti roztoků (celkový a parciální tlak, bod varu, elektrická vodivost, rozpustnost, osmotický tlak, kalorické faktory). Hlavním výsledkem těchto studií bylo stanovení obecných termodynamických zákonů. V té době ještě nebyly známy hlavní zákonitosti řídící fázové procesy a ani práce Josiah Willarda Gibbse o termodynamice heterogenních systémů (1875-1878). Jejich objevy o heterogenních systémech byly rozvinuty až po roce 1893 díky práci Johannese Diderka van der Waalse a jeho studentů.
- Konovalovovy zákony popisují procesy, které probíhají v rovnovážných systémech kapalný roztok – pára při různých teplotách, tlacích a složení složek. Tyto zákony jsou základem teorie rektifikace binárních směsí. První Konovalovův zákon (1881) popisuje proces frakční destilace: sytá pára je ve srovnání s rovnovážným roztokem obohacena o složku, jejíž přidání do systému zvyšuje celkový tlak par. Druhý Konovalovův zákon (1881) popisuje roztoky s odchylkami od vlastností ideálních roztoků a vysvětluje existenci azeotropních roztoků, jejichž složení se při azeotropní destilaci nemění: extrémy na křivkách celkového tlaku par odpovídají takové rovnováze roztoku a nasycené páry, ve kterých je složení obou fází stejné.
- Konovalov také zkoumal osmotický tlak mezi membránou a roztokem. Pracoval na křivkách tlaku par roztoků dvou kapalin aplikovaných na destilaci roztoků, na termodynamice osmotického tlaku a elektrické vodivosti ve dvousložkových kapalinách (objev solvoelektrolytů).
- Zabýval se pevnými katalyzátory (zavedení konceptu aktivního povrchu) a zkoumal autokatalytický rozpad esterů ve stejné době jako německý chemik Wilhelm Ostwald (Ostwaldův-Konovalovův zákon autokatalýzy).
- V roce 1923 vyvinul vzorec pro spalné teplo organických sloučenin.
- Konovalov se zasadil o zřízení laboratoře pro nový předmět fyzikální chemie na Petrohradské univerzitě. Již v roce 1890 začala komise, které předsedal právě Konovalov, připravovat projekt nové chemické laboratoře. Ale až v roce 1910 se jí podařilo dostavět a začala zde výuka spojená s výzkumem.

## Funkce

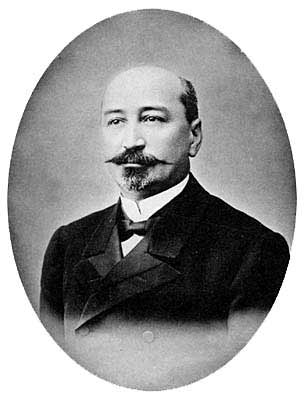
Dmitrij Petrovič Konovalov

- Dmitrij Petrovič Konovalov1908 až 1915 - náměstek ministra obchodu a průmyslu
- 1915 - čestný předseda IX. mezinárodního kongresu o aplikované chemii v Petrohradě, který se konal od 8. do 14. srpna
- 1919 až 1922  - ředitel Vědecko-výzkumného chemického a energetického ústavu v Jekatěrinoslavi. Podílel se na obnově chemického průmyslu na Ukrajině.
- 1921 - korespondent Akademie věd SSSR
- 1922 - prezident Hlavní komory pro váhy a míry
- 1923 - řádný člen Akademie věd SSSR
- 1927 až 1928  - prezident a čestný člen Ruské fyzikální a chemické společnosti
- 1926 až 1928 - člen Mezinárodního výboru pro váhy a míry